# Emilianópolis (ort)
Emilianópolis är en ort i Brasilien.   Den ligger i kommunen Emilianópolis och delstaten São Paulo, i den södra delen av landet, 800 km sydväst om huvudstaden Brasília. Emilianópolis ligger 343 meter över havet och antalet invånare är 3 024.
Terrängen runt Emilianópolis är platt. Närmaste större samhälle är Santo Anastácio, 13,1 km väster om Emilianópolis. 
Trakten runt Emilianópolis består i huvudsak av gräsmarker. Runt Emilianópolis är det glesbefolkat, med 12 invånare per kvadratkilometer.